# 卡米拉·帕特里亚尔卡
卡米拉·帕特里亚尔卡（義大利語：Camilla Patriarca，1994年11月4日—），意大利女子体操运动员。她曾代表意大利参加2016年夏季奥林匹克运动会体操比赛，获得艺术体操团体全能第四名。